# Dorothy Emmet
Dorothy Emmet (Kensington, 29 settembre 1904 – Cambridge, 20 settembre 2000) è stata una filosofa britannica Preside del Dipartimento di Filosofia dell'Università di Manchester per più di vent'anni, dal '53 al '54 fu al vertice della Società Aristotelica, oltre ad essere la docente che seguì la dissertazione di dottorato di Alasdair MacIntyre e Robert Austin Markus, nonché uno dei membri fondatori degli Epiphany Philosophers.

## Biografia
Studiò al Lady Margaret Hall dell'Università di Oxford dove nel 1927 si laureò a pieni voti.
Nel 1932 fu nominata lettrice di filosofia all'Università di Newcastle e, nel 1938, lettrice di filosofia della religione all'Università di Manchester. Nel '46 vi divenne ordinario di filosofia nella cattedra intitolata in onore di Samuel Hall.
Dal '53 al '54 fu la presidentessa della Società Aristotelica. Nel '66 fu eletta fellow del Lucy Cavendish College dell'Università di Cambridge.
Pochi anni più tardi fu nominata preside del Dipartimento di Filosofia dell'Università di Manchester, posizione che ricoprì per più di vent'anni. Con Margaret Masterman e Richard Braithwaite fu uno dei membri fondatori degli Epiphany Philosophers.
Fu la docente che seguì la dissertazione di dottorato di Alasdair MacIntyre e Robert Austin Markus.

## Pubblicazioni
- Whitehead's Philosophy of Organism (1932)
- The Nature of Metaphysical Thinking (1945)
- lettura fiilosofica annuale della British Academy (1949)
- The Stanton lectures in Cambridge (1950–53)
- Function, Purpose and Powers (1958)
- Rules, Roles and Relations (1966)
- Sociological Theory and Philosophical Analysis (1970; curata con Alasdair MacIntyre).
- The Moral Prism (1979)
- The Effectiveness of Causes (1986)
- The Passage of Nature (1992)
- The Role of the Unrealisable (1994)
- Philosophers and Friends: Reminiscences of 70 Years in Philosophy (1996)